# Bataille de Jitra
 (février 2025).
 (février 2025).
Théâtre d'Asie du Sud-Est de la Guerre du Pacifique
Batailles
Campagne de Malaisie
- Invasion japonaise de la Malaisie
- Opération Krohcol
- Occupation japonaise de la Malaisie
- Attaque du Prince of Wales et du Repulse
- Bataille de Jitra
- Gurun
- Kampar
- Slim River
- Gemas (en)
- Muar
- Endau (en)

Japon :
- Raid de Doolittle
- Bombardements stratégiques sur le Japon (Tokyo
- Yokosuka
- Kure
- Hiroshima et Nagasaki)
- Raids aériens japonais des îles Mariannes
- Campagne des archipels Ogasawara et Ryūkyū
- Opération Famine
- Bombardements navals alliés sur le Japon
- Baie de Sagami
- Invasion de Sakhaline
- Invasion des îles Kouriles
- Opération Downfall
- Reddition du Japon

Pacifique central :
- Pearl Harbor
- Guam (1941)
- Wake
- Raid sur les îles Gilbert et Marshall
- Opération K
- Midway
- Opération RY
- Campagne des îles Gilbert et Marshall
- Campagne des îles Mariannes et Palaos
- Campagne des archipels Ogasawara et Ryūkyū
- Opération Inmate

Pacifique du sud-ouest :
- Nauru
- Invasion des Philippines (1941-42)
- Invasion des Indes orientales néerlandaises
- Opérations de l'Axe dans les eaux australiennes
- Raids aériens japonais sur l'Australie (1942-43)
- Opération Ke
- Campagne des îles Salomon
- Campagne de Nouvelle-Guinée
- Campagne des Philippines
- Campagne de Bornéo (1945)

Asie du sud-est :
- Invasion de l'Indochine (1940)
- Océan Indien (1940-45)
- Guerre franco-thaïlandaise
- Invasion de la Thaïlande
- Campagne de Malaisie
- Hong Kong
- Singapour
- Campagne de Birmanie
- Opération Kita
- Indochine (1945)
- Détroit de Malacca
- Opération Jurist
- Opération Tiderace
- Opération Zipper
- Bombardements stratégiques (1944-45)

Guerre sino-japonaise
Front d'Europe de l’Ouest
Front d'Europe de l’Est
Bataille de l'Atlantique
Campagnes d'Afrique, du Moyen-Orient et de Méditerranée
Théâtre américain
La bataille de Jitra est une bataille qui se tint entre les forces d'invasion japonaises et les troupes alliées au cours de la campagne de Malaisie durant la Seconde Guerre mondiale, s'étendant du 11 au 13 décembre 1941. La défaite subie par les Britanniques contraignit le commandant en chef, Arthur Percival, à ordonner le retrait de tous les aéronefs alliés stationnés en Malaisie vers la base de Singapour, afin de protéger les ressources aériennes restantes et de concentrer les efforts de défense dans la cité-État.

## Contexte
Les défenses alliées à Jitra n'étaient pas pleinement établies lorsque la guerre du Pacifique éclata. Des barbelés avaient été tendus et quelques mines antichars placées, mais de fortes pluies avaient submergé les tranchées peu profondes et les fosses destinées aux canons. De surcroît, un grand nombre de câbles téléphoniques de campagne, déposés sur un sol détrempé, étaient hors service, ce qui provoqua une défaillance majeure des communications durant la bataille.
Deux brigades de la 11e division indienne, sous le commandement du major-général David Murray-Lyon, assuraient la défense de la ligne de front. Sur le flanc droit se tenait la 15e brigade d'infanterie indienne, qui comprenait le 1er bataillon du régiment de Leicestershire, le 1er bataillon du 14e régiment du Pendjab, ainsi que le 2e bataillon des 9e Jats. À gauche, la 6e brigade d'infanterie indienne se composait du 2e bataillon du régiment d'East Surrey, du 1er bataillon des 8e et du 2e bataillon des 16e régiments du Pendjab. Le soutien en artillerie était assuré par les batteries du 155e régiment de campagne, du 22e régiment de montagne, ainsi que du 80e régiment antichar. Quant à la 28e brigade d'infanterie indienne, elle se trouvait en réserve divisionnaire et était formée de trois bataillons Gurkha.
La ligne de front britannique s'étendait sur une distance de vingt-trois kilomètres, reliant deux chaussées et une voie ferrée, et s'étirant bien au-delà, des deux côtés, depuis les hauteurs boisées, couvertes d'une végétation dense et exubérante, sur la droite, passant par les rizières noyées d'eau et les vastes plantations d'hévéas, jusqu'aux marécages denses de mangroves qui se déployaient sur la gauche.
À la suite de l'annulation de l'opération Matador, laquelle consistait en une attaque préventive en Thaïlande, la 11e division indienne se répliqua sur des positions défensives autour de Jitra. Cette dernière se trouvait, au 8 décembre 1941, dans un état de dégradation extrême, et le général Murray-Lyon nécessitait du temps afin de parfaire les fortifications. En réponse à cette situation, le commandement militaire de Malaisie élabora un plan secondaire visant à retarder l'avancée des forces japonaises : trois mini-Matadors, à savoir les opérations Krohcol, Laycol et un train blindé, étaient conçus pour, espérait-on, détourner les Japonais de la position de Jitra, permettant ainsi à Murray-Lyon de compléter ses préparatifs défensifs. L'opération Krohcol, lancée depuis le sud-est de Jitra, parvint à ralentir en partie l'ennemi, mais n'accomplit pas son objectif principal. Les deux autres colonnes, Laycol et le train blindé, opérèrent quant à elles au nord de la position de Jitra.

## Prélude

### 9 décembre
À la suite de l'invasion japonaise de la Thaïlande, survenue le 8 décembre 1941, marquée par les débarquements à Singora et Patani, les forces nippones se dirigèrent vers le nord-ouest de la Malaisie. Afin de ralentir l'offensive japonaise, trois colonnes furent dépêchées depuis la Malaisie. En particulier, devant la 11e division indienne, deux de ces colonnes furent envoyées en mission. La première d'entre elles consistait en un train blindé, piloté par un peloton du 2/16e Punjab, qui fut déployé en direction de Perlis, localité située à mi-chemin entre Singora et la Malaisie. Ce train, après avoir fait sauter un pont ferroviaire, se retire ensuite, rejoignant la Malaisie sans se livrer à de nouveaux engagements.
La deuxième colonne de Laycol était constituée de 200 soldats, transportés par camion du 1/8e régiment du Pendjab, placés sous le commandement du major Eric Robert Andrews. Ces troupes étaient soutenues par quelques canons antichars de 2 livres appartenant à la 273e batterie du 80e régiment antichar, ainsi que par deux sections du génie. La deuxième colonne de Laycol était constituée de 200 soldats, transportés par camion du 1/8e régiment du Pendjab, placés sous le commandement du major Eric Robert Andrews. Ces troupes étaient soutenues par quelques canons antichars de 2 livres appartenant à la 273e batterie du 80e régiment antichar, ainsi que par deux sections du génie. Laycol progressa sur la route principale de Jitra, s'étendant sur 16 kilomètres avant de franchir la frontière thaïlandaise pour atteindre la ville de Ban Sadao.
Le 9 décembre, à 21 heures, après avoir installé ses positions défensives, Laycol eut à faire face à l'avant-garde de la 5e division japonaise, composée d'environ 500 hommes du 5e régiment de reconnaissance et du 1er régiment de chars, sous les ordres du lieutenant-colonel Saeki. Ces derniers descendirent la route principale, éclairée, ne se doutant pas des dangers qui les attendaient. Les canons antichars de Laycol parvinrent à détruire deux chars japonais et à endommager un troisième avant de procéder à un repli stratégique.
Laycol se redirigea alors vers les positions du 1/14e Punjab à Changlun, situé à 9,7 kilomètres au sud de la frontière. Lors de leur retrait, les troupes de Laycol prirent soin de détruire le pont ainsi que des portions de la route, dans l'espoir de ralentir l'avancée des forces japonaises. Laycol progressa sur la route principale de Jitra, s'étendant sur 16 kilomètres avant de franchir la frontière thaïlandaise pour atteindre la ville de Ban Sadao. Le 9 décembre, à 21 heures, après avoir installé ses positions défensives, Laycol eut à faire face à l'avant-garde de la 5e division japonaise, composée d'environ 500 hommes du 5e régiment de reconnaissance et du 1er régiment de chars, sous les ordres du lieutenant-colonel Saeki. Ces derniers descendirent la route principale, éclairée, ne se doutant pas des dangers qui les attendaient. Les canons antichars de Laycol parvinrent à détruire deux chars japonais et à endommager un troisième avant de procéder à un repli stratégique. Laycol se redirigea alors vers les positions du 1/14e Punjab à Changlun, situé à 9,7 kilomètres au sud de la frontière. Lors de leur retrait, les troupes de Laycol prirent soin de détruire le pont ainsi que des portions de la route, dans l'espoir de ralentir l'avancée des forces japonaises.

## Bataille

### 10-11 décembre

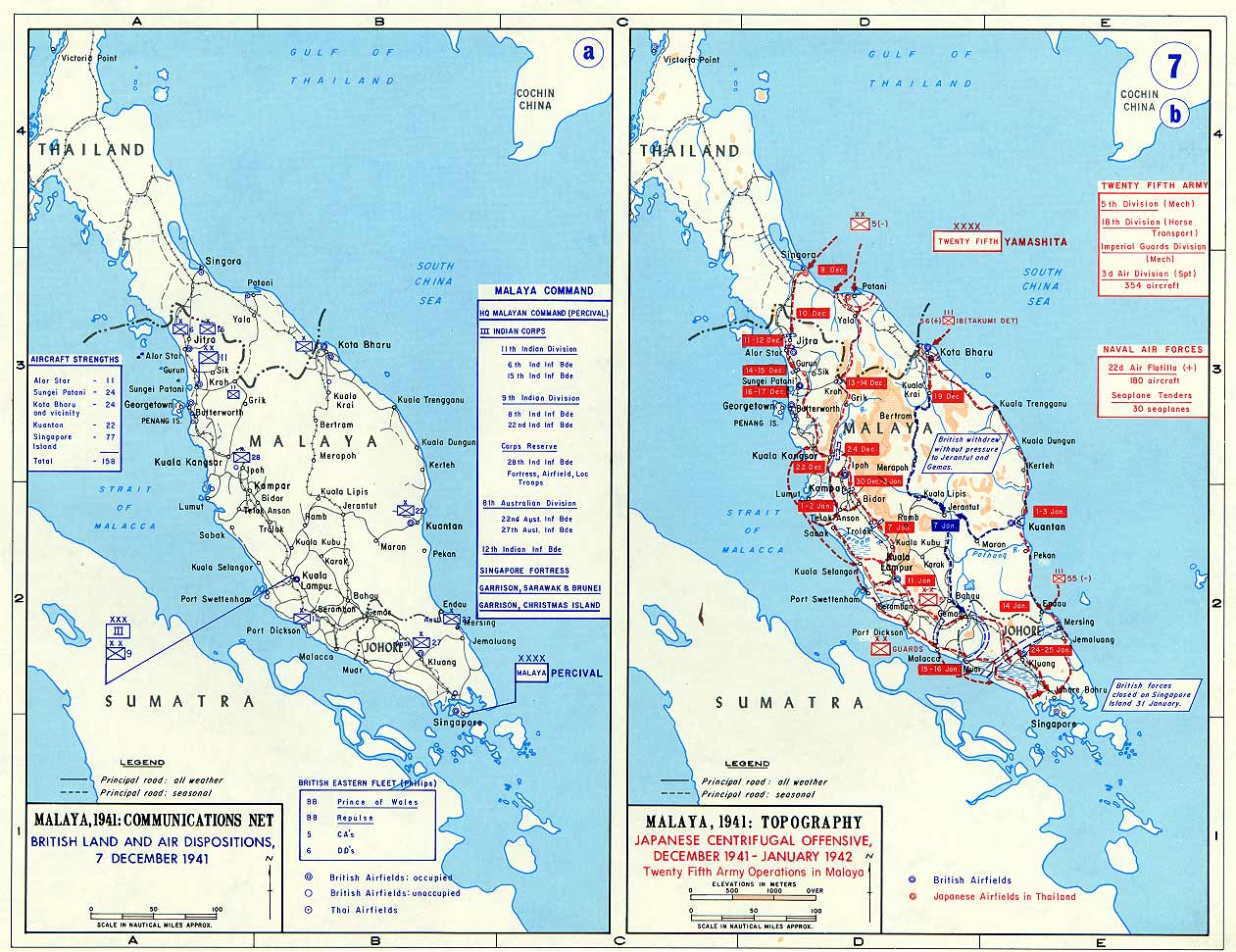
Carte de la Malaisie, 1941-1942

Le major-général Murray-Lyon, prenant pleinement conscience que les positions défensives à Jitra n'étaient toujours pas adéquatement établies, donna l'ordre au brigadier KA Garrett de conduire le 1/14e Punjab ainsi que le 2/1er régiment des Gurkhas vers des points stratégiques le long de la route principale, au nord de Jitra, dans le dessein de ralentir l'irruption des troupes japonaises jusqu'au 12 décembre. Le brigadier Garrett assigna ainsi le 1/14e Punjab, sous le commandement du lieutenant-colonel James Fitzpatrick, à la localité de Changlun, distante de 9,66 kilomètres de la frontière thaïlandaise, tandis que le 2/1er régiment des Gurkhas, dirigé par le lieutenant-colonel Jack Fulton, fut positionné au village d'Asun, ou Kampung Asun, situé à quelques kilomètres au nord de Jitra.

#### Changlun
Le 1er bataillon du 14e régiment du Punjab, sous les ordres du lieutenant-colonel Fitzpatrick, appuyé par la 4e batterie de montagne du 22e régiment de montagne, une section de canons antichars de 0,90 kilogrammes de la 2e batterie du 80e régiment antichar, ainsi qu'une compagnie d'ingénieurs, se répartit en deux solides positions d'embuscade : l'une au nord de Changlun et l'autre au sud du village. Le bataillon se trouvait en place au début de la soirée du 10 décembre. L'avant-garde du lieutenant-colonel Saeki, après avoir achevé, sans rencontre d’opposition, les réparations du chemin et du pont dans l'après-midi, se dirigea, dans la soirée, vers la position des Punjabis à Changlun. Vers 21 heures, les deux premiers chars japonais atteignant la position d'embuscade au nord de Changlun furent anéantis par les canons antichars, et les Pendjabis infligèrent de lourdes pertes à l'infanterie de soutien japonaise, avant de se replier et de battre en retraite vers le sud de Changlun. Il ne s'écoula guère de temps avant que, dans les premières heures du 11 décembre, les Japonais ne rattrapent les troupes du 1/14e Punjab à leur nouvelle position d’embuscade. En plein jour, les forces de Saeki réussirent à envoyer une unité sur les flancs des Pendjabis, les obligeant ainsi à se retirer, sous peine d’être encerclés. Fitzpatrick, après avoir évalué la situation, prit la décision de se retirer, son bataillon, pour l'essentiel intact, se dirigeant alors vers la position des Gurkhas à Asun.
À ce moment précis du combat, Murray-Lyon parvint au quartier général de Fitzpatrick et lui enjoignit de préparer une nouvelle embuscade au nord d'Asun. Par la suite, Murray-Lyon, Garrett, Fitzpatrick et les quatre commandants de compagnie s’orientèrent vers le sud afin de constater par eux-mêmes le lieu choisi pour l’embuscade, tandis que le 1/14e Punjab s'affairait à plier bagage pour les rejoindre. En début d’après-midi, une pluie battante s'abattit sur la région, réduisant la visibilité à quelques mètres. À demi chargés sur leur moyen de transport et mal orientés, les hommes du 1/14e Punjab furent surpris par l’apparition soudaine de plusieurs chars japonais surgissant de la brume, fonçant à travers le bataillon. Les chars de Saeki semèrent la confusion au sein du bataillon, et seuls 270 Pendjabis parvinrent à regagner les lignes britanniques.
Les Japonais franchirent prestement le bataillon anéanti et se portèrent en direction d’Asun. Fitzpatrick, qui se trouvait à quelques kilomètres plus loin sur la route principale, apprit la tragédie par les rares survivants qui se hâtaient vers Asun. Fitzpatrick et les quelques hommes qui l’accompagnaient s’efforcèrent d’édifier un barrage routier, mais il fut gravement blessé lorsqu’il fut frappé par les chars japonais. Garrett rassembla alors les quelque 270 survivants et, dans un effort désespéré, se replièrent vers le sud. En fin d’après-midi du 11 décembre, la colonne de Saeki parvint jusqu’aux Gurkhas, en position à Asun.

#### Asun
Les 2/1st Gurkhas, sous les ordres du lieutenant-colonel Jack Fulton, se trouvaient positionnés sur la rive méridionale d'un ruisseau à courant impétueux, au nord d'Asun. Contrairement aux Pendjabs, les Gurkhas ne disposaient pas de canons antichars. Toutefois, les ingénieurs avaient pris soin de placer des charges de démolition sur le pont routier. L'arrivée des rescapés du 1/14e Punjab octroya quelques précieuses minutes d'avertissement aux Gurkhas, qui s'efforcèrent de faire sauter l'ouvrage. Il est cependant probable que les fortes pluies aient altéré l'efficacité des charges. Lorsque les premiers blindés de Saeki arrivèrent sur les lieux, Havildar Manbahadur Gurung, utilisant un fusil antichar Boys, réussit à stopper les deux premiers chars, les immobilisant sur le pont. Néanmoins, l'infanterie de Saeki, se fendant rapidement sur chaque flanc du ruisseau, appuyée par des tirs nourris de mortiers et de mitrailleuses, contraignit les Gurkhas à se replier. Largement constituée de jeunes recrues sans grande expérience, l'unité des Gurkhas se désagrégea rapidement, sombrant dans la débandade. À 19 heures, le 11 décembre, les forces japonaises, bien que réduites, avaient percé la résistance des Gurkhas. La plupart des soldats du 2/1 furent capturés, bien que Fulton parvînt à sauver environ 200 hommes sur les 550 présents.

### Jitra
Après la défaite des deux bataillons au nord de Jitra, le détachement Saeki progressa le long de la route principale jusqu'à la ligne défensive de la 11e division indienne, à Jitra. Murray-Lyon avait disposé la majeure partie de ses deux brigades à l'est et à l'ouest de cette localité, établissant un front de quatre bataillons afin de parer à toute attaque imminente. La 6e brigade indienne occupait la portion occidentale de Jitra, suivant le tracé de la rivière éponyme. Le 2/16e Punjab, sur l'extrême gauche, et le 2e régiment East Surrey se tenaient plus près de la ville. Quant au 1/8e Punjab, il couvrait la route reliant Kodiang à l'État de Perlis, allant jusqu'à Tanjong Iman, à l'exception des deux compagnies affectées à Laycol. Le 10 décembre, le 1/8e Punjab se retira de Perlis, procédant à la destruction des ponts lors de sa retraite. Ce même jour, alors que la force de Garrett sur la route de Singora était anéantie par Saeki, une démolition prématurée d'un pont sur la route de Kodiang empêcha un grand nombre de soldats du 1/8e Punjab de traverser la rivière, les bloquant ainsi du mauvais côté de celle-ci.
La 15e brigade indienne, désormais sous l’autorité du brigadier Carpendale, assurait la surveillance de la voie principale menant à Jitra. Le 1er régiment du Leicestershire tenait la route et la localité au nord de la rivière Jitra, accompagné du 2/9e régiment Jat qui occupait le flanc oriental. Les 2/2e Gurkhas étaient déployés pour sécuriser la zone divisée située derrière les positions des Leicesters et des Jats, tandis que le bataillon Gurkha restant, à savoir le 2/9e Gurkhas, se chargeait de la protection de la ligne de retraite de la 11e division indienne. À la fin de l’après-midi du 11 décembre, Murray-Lyon, après avoir perdu la majeure partie de trois bataillons, se retrouvait démuni de toute réserve à affecter à la confrontation principale.

#### 11–13 décembre
Alors que les survivants des deux bataillons de Garrett s'efforçaient de traverser la 11e division indienne et que la ligne de retraite de cette dernière se trouvait mise en péril par l'offensive japonaise au sud de Jitra, à Kroh, Murray-Lyon sollicita, auprès du commandement de Malaisie, l'autorisation de se replier de Jitra vers une position qu'il avait préalablement désignée, située à environ 48,28 km au sud de Gurun. Il s'agissait d'une position stratégique naturellement fortifiée, bien qu'aucune construction n'y eût été entreprise en vue d'en accroître la défense. Toutefois, le général Arthur Percival émit un refus, redoutant qu'un tel retrait prématuré et prolongé n'eût un effet démoralisateur tant sur les troupes que sur la population civile. Il fut dès lors indiqué à Murray-Lyon que la bataille devait se livrer à Jitra.
Le 11 décembre 1941, à 20h30, l'avant-garde de Saeki engagea une patrouille avancée du 1er régiment des Leicesters, mais celle-ci parvint à se défendre grâce à un barrage routier improvisé, ce qui retardait l'ennemi jusqu'à l'aube du 12 décembre. Saeki, croyant toujours faire face à de petites unités britanniques en retraite, lança une attaque d'une durée de trois heures contre les positions des Leicesters et des Jats, mais celle-ci s'avéra infructueuse. En début d'après-midi du 12 décembre, Saeki se rendit compte qu'il affrontait en réalité les positions principales de la 11e division indienne. Le général Kawamura, commandant la 9e brigade de l'armée impériale japonaise, positionna alors les 11e et 41e régiments d'infanterie en préparation pour reprendre l'offensive durant la nuit suivante. L'avant-garde de Saeki attaqua de nouveau, cette fois contre la compagnie D des 2/9e Jats. Cet assaut créa un encerclement entre les positions des Leicesters et des Jats, et la compagnie D se retrouva pratiquement coupée. La tentative du régiment des Leicesters, visant à combler l'écart en après-midi, se révéla être un échec coûteux. Le lieutenant-colonel RCS Bates mena deux de ses compagnies du 1/8e Punjab dans une contre-attaque, mais fut tué en même temps que deux officiers et vingt-trois hommes. Peu après, la compagnie D des Jats, à court de munitions, fut submergée par l'ennemi. En parallèle, le lieutenant-colonel CK Tester, commandant du 2/9e Jats, perdit le contact avec la compagnie A située sur le flanc droit.
À 19h30, le 12 décembre, Murray-Lyon sollicita de nouveau l’autorisation de se replier sur sa position à Gurun. Le général Percival finit par consentir à cette demande, accordant ainsi à Murray-Lyon la latitude de se retirer à sa convenance. Ce fut lors du retrait de Jitra, dans la nuit du 12 au 13 décembre, que la 11e division indienne subit la majeure partie de ses pertes. En raison de communications particulièrement défectueuses, les ordres de repli de Murray-Lyon ne parvinrent pas à une grande partie de ses compagnies avancées, qui se trouvaient encore en position à l’aube du 13 décembre. À minuit, une tentative japonaise visant à s’emparer du seul pont traversant la rivière Bata fut repoussée par le 2/2e régiment de fusiliers Gurkha. Deux heures plus tard, le pont fut détruit, et le bataillon se replia à travers une arrière-garde formée par les 2/9e Gurkha Rifles, qui, après un autre engagement acharné, se replièrent à 04h30 ; à midi, les Britanniques avaient complètement évacué la zone. Murray-Lyon se devait alors de tenter de maintenir une ligne de défense au nord de Kedah, en bloquant la progression des blindés japonais sur des obstacles naturels favorables, tout en disposant ses forces en profondeur le long des deux routes parallèles nord-sud traversant la zone rizicole, afin d’en maximiser la portée pour son artillerie. À 22h00, la 11e division indienne reçut l’ordre de se replier sur la rive sud de la rivière Kedah, à Alor Star, à partir de minuit.

## Conséquences
La bataille de Jitra et la retraite vers Gurun avaient infligé à la 11e division indienne des pertes considérables, érodant gravement son efficacité en tant que force de combat. La division avait déploré la perte de son commandant de brigade, Garrett, blessé, de son commandant de bataillon, Bates, tué, et d'un autre officier, Fitzpatrick, capturé. En outre, l’équivalent de près de trois bataillons d’infanterie avaient été anéantis, ce qui laissait la division dans un état déplorable, incapable de résister à un autre assaut japonais sans renforts, réorganisation et repos. Après quinze heures de combats acharnés, la 5e division japonaise s’empara de Jitra, et avec cette victoire, elle s’empara d’une grande quantité de ravitaillements alliés présents dans la région. Pendant ce temps, l’aviation de la marine impériale japonaise entreprenait des raids aériens massifs sur Penang, faisant plus de 2 000 victimes parmi la population civile. Après la destruction de la majorité des appareils alliés stationnés à Alor Star, le général Percival ordonna, jusqu’à l’arrivée des renforts, que tous les aéronefs soient affectés exclusivement à la défense de Singapour et à la protection des convois de ravitaillement se dirigeant vers le nord, en direction de la Malaisie. Le 23 décembre, Murray-Lyon fut relevé de ses fonctions de commandement.

« Ce repli aurait été difficile dans les conditions les plus favorables. Avec des troupes fatiguées, des unités mélangées à la suite des combats, des communications rompues et la nuit sombre, il était inévitable que les ordres soient retardés et que, dans certains cas, ils ne parviennent jamais aux destinataires. C'est ce qui s'est effectivement produit. Certaines unités et sous-unités se sont retirées sans incident. D'autres, se trouvant dans l'impossibilité d'utiliser la seule route, ont dû se frayer un chemin du mieux qu'elles pouvaient à travers le pays. Sur le flanc gauche, il n'y avait pas de routes, de sorte que certaines unités ont atteint la côte et, prenant des bateaux, ont rejoint plus au sud. Certains, encore, étaient toujours en position le lendemain matin. Le fait est que le repli, aussi nécessaire qu'il ait pu être, était trop rapide et trop compliqué pour des troupes désorganisées et épuisées, dont il n'a fait qu'accroître la désorganisation et l'épuisement. »

— Percival